# Kostandovo
Kostandovo (bulharsky Костандово) je město ležící ve středním Bulharsku v Západních Rodopech. Nachází se 5 km od Rakitova, správního střediska stejnojmenné obštiny, a má přibližně 4 500 obyvatel.

## Historie
Kostandovo patří mezi nejstarší sídla zdejší oblasti. Nejzachovalejší jsou zde pozůstatky tří kostelů z raně byzantské doby (4. až 6. století), což svědčí o existenci správního a duchovního centra. Po příchodu Slovanů až do 14. století byly kostely užívány jako nekropole. Ve 13. století se oblast stala součástí panství despoty Alexije Slava.
Nejstarší písemná zmínka pochází z roku 1516, tedy z období osmanského područí. Ze statistik lze vyčíst, jak se dědina v průběhu 200 let přeměnila z nábožensky smíšené (muslimsko-křesťanské) ve zcela pomackou. Důvodem nebyla jen skutečnost, že muslimové platili nižší daně, ale především násilná islamizace, která dosáhla vrcholu v roce 1666, jak zaznamenal mnich Metodij Draginov.
Po rusko-turecké válce se Kostandovo stalo v roce 1878 součástí Východní Rumélie a v důsledku toho se podíl křesťanského obyvatelstva začal zvětšovat a v roce 1912, kdy byla část muslimského obyvatelstva po první balkánské válce vyhnána, se křesťané stali majoritou. Městem je Kostadinovo od roku 2003.

## Obyvatelstvo
K 15. září 2024 ve městě žilo 4 558 obyvatel a bylo zde trvale hlášeno 4 702 obyvatel. Podle sčítání 1. února 2011 bylo národnostní složení následující:
- Bulhaři: 2 153 (84.2 %)
- Romové: 381 (14.9 %)
- ostatní[p 2]: 24 (0.9 %)